# Török Aurél

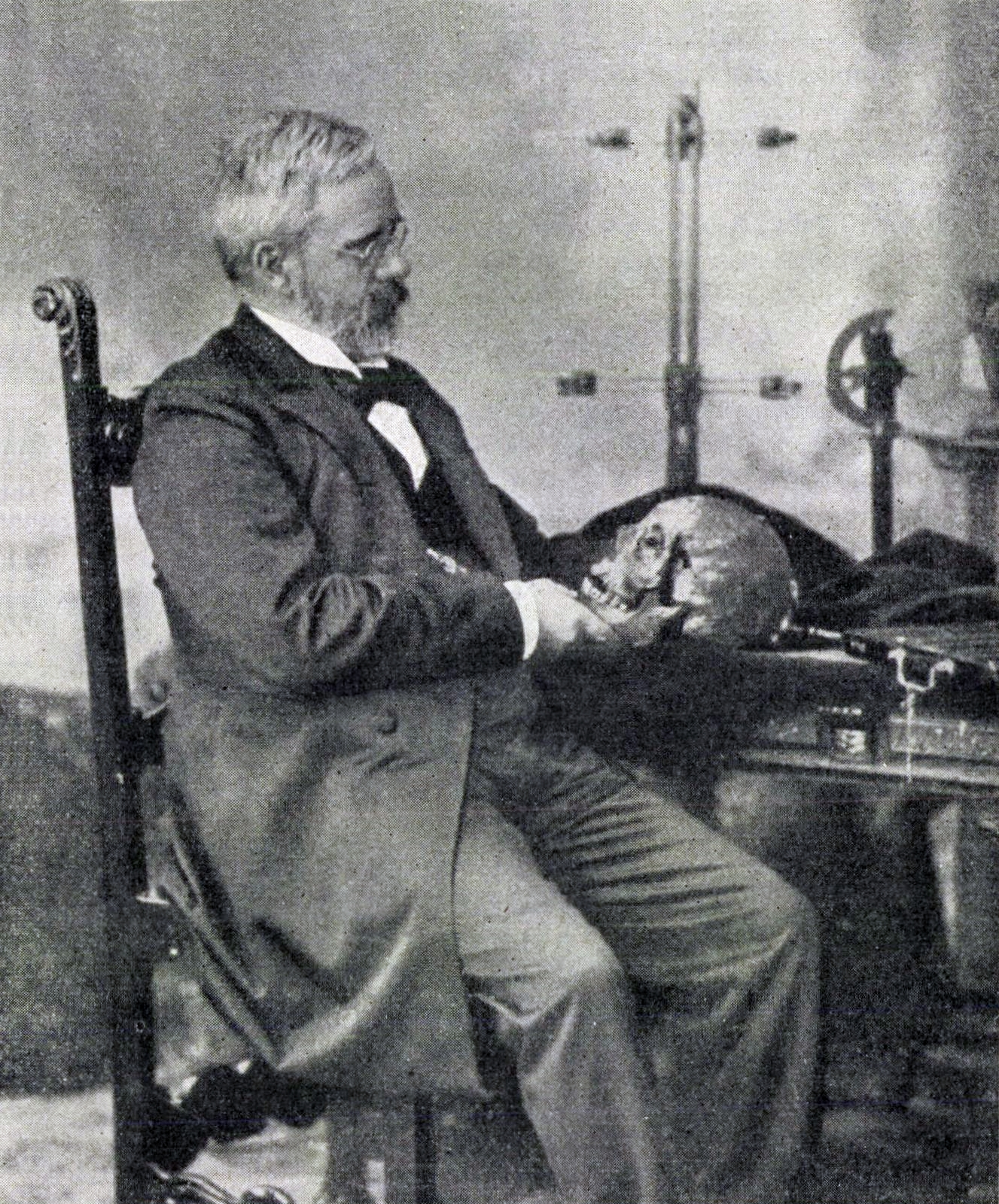
Török Aurél III. Béla koponyájával (Budapest, 1890)

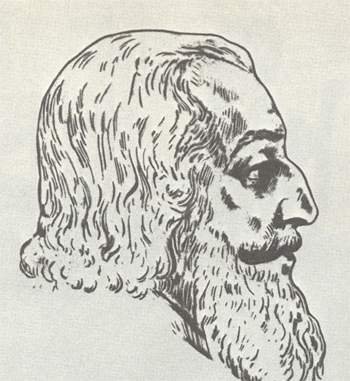
Török Aurél rajza III. Béláról (1883)

Ponori Török Aurél (eredeti nevén Ponori Thewrewk Aurél) (Pozsony, 1842. február 13. – Genf, 1912. szeptember 1.) magyar orvos, a Magyar Tudományos Akadémia tagja (1892), egyetemi rendes tanár, és rektor, m. kir. udvari tanácsos. Őt tekintik a magyar antropológia megalapítójának. Nevének írásmódját azért változtatta az egyszerű Török névváltozatra, – testvéreivel ellentétben – mert a polgári pályán mozgó tudóshoz ez jobban illett. Külföldi útjain azonban mindig hozzátette a nemességet jelző “von” vagy “de” tagot. Apja Ponori Thewrewk József író, régiséggyűjtő, a róla elnevezett 16. századi nyelvemlék-kódex a Thewrewk-kódex felfedezője. Unokája Ponori Thewrewk Aurél csillagász.

## Életpályája
A Hunyad vármegyei nemesi származású ponori Thewrewk családnak a sarja. Apja ponori Thewrewk József (1793–1870), hites ügyvéd, táblabíró, magyar író, régiséggyűjtő, anyja Ax Mária Magdolna (1801–1845). Az apai nagyszülei ifjabb Ponori Thewrewk János, erdélyi ágens, királyi tizedek haszonbérének beszedője, Hunyad vármegye táblabírája, és a dévai bolgárok jegyzője, valamit mátisfalvi Göttfi Borbála voltak.
A pesti piarista gimnázium elvégzése után a pesti tudományegyetemen kezdte el orvosi tanulmányait, majd azokat Bécsben folytatva szerezte meg az orvosi diplomát 1867-ben. Hazatérve az Élettani Intézetben Jendrassik Jenő tanársegédje lett. 1869-ben magántanári címet kapott „ébrénytan”-ból és „szövetfejlődéstan”-ból.
Még 1869-ben ugyanebben az évben kinevezték a kolozsvári Orvossebészeti Tanintézetbe az élettan, a szövettan, az orvosi fizika, a kórtan és az igazságügyi orvostan professzorának. 1872-ben a kolozsvári Ferenc József Tudományegyetem megalapításakor az élettan és a szövettan professzora lett az orvoskaron. Ebben az időszakban kezdett kialakulni az antropológia tudománya Európában is, Török Aurél ezen az egyetemen határozta el, hogy ezentúl ezzel a tudományággal kíván foglalkozni.
1878-ban a párizsi világkiállításon találkozott Pierre Paul Brocával, egy neves francia antropológussal, a párizsi Antropológiai Társaság alapítójával, ahol megerősödött ezen elhatározása is. (A világkiállításon ugyanis „Igazi magyar typusok” cím alatt rablógyilkosok koponyáit állították ki a szervezők. Paul Broca Török Aurél kifogására, hogy ez nem tipikus magyar, akkor ezt válaszolta: „Hát Önök nemes magyarok, ide jönnek protestálni,… Önök maguk nem tartják érdemesnek, hogy saját fajukat kutassák?”) 1879-ben már megjelentek első antropológia tárgyú írásai a Természettudományi Közlönyben. Az 1880-as évet Párizsban töltötte Broca intézetében.
Ilyen előzmények mellett alakult meg a világon ötödikként, Európában pedig negyedikként Budapesten az Antropológiai Intézet – ami ma is működik –, melynek vezetője Török Aurél lett. 1881. szeptember 8-án nevezték ki a tanszékre professzorként, és 1881 októberében kezdte meg egyetemi előadásait. Az első évfolyamon összesen két tanítványa volt: Thirring Gusztáv, a fővárosi Statisztikai Hivatal későbbi igazgatója és Pápai Károly, aki később osztyákföldi kutatásaival szerzett elismerést a hazai antropológia területén. Szemeszterei egyre népszerűbbé váltak, az 1900-as évek elején már 200-300 hallgató tanult a professzornál.
Tervezte az egyetemi intézet bővítését, múzeum felállítását, antropológiai társaság és folyóirat létrehozását. 1881-ben készített kutatási tervében célja saját maga által megfogalmazva: „hazánk emberrasszait és népességeit rendszeresen, vidékről vidékre biológiai, ethnológiai és demográfiai szempontból megvizsgálni és ennek alapján megírni Magyarország antropológiáját". Tervezett múzeumában a lakosságot különböző szempontok szerinti megoszlásban akarta bemutatni. Hozzáfogott a múzeum szervezéséhez, hamarosan nagy gyűjtemény alakult ki, tízezer koponyával és ezer csontvázzal létrehozta az intézetben az Antropológiai Múzeumot. Ilyen módon a magyar társadalmat is meg tudta ismertetni a modern antropológiával. Gyűjtőmunkája mellett módszertani kérdések megoldásával foglalkozott. Osteologiai, kraniologiai munkájához szellemes mérőeszközöket tervezett, többek között a koponyamérőt (craniometer). Elsők között alkalmazott biometriai módszereket és valószínűségszámítást kraniológiai munkája során.
Ennek a kutatómunkának összefoglalójaként írta meg és adta ki 1890-ben a 631 oldalas könyvét: „Grundzüge einer systematischen Kraniometrie” címmel a kraniometria módszertani könyvét. Ez a könyve és az általa kifejlesztett koponyamérő (craniometer) külföldön is ismertté tette. 1882-ben indította el az „Anthropologiai Füzetek” című szakfolyóiratot, első évfolyamának mind a 16 tanulmányát ő maga írta. A folyóirat érdeklődés híján egyetlen kötetet élt meg. Sikerei közé sorolható, hogy egy új tudományág, a tudományos embertan alapjait teremtette meg Magyarországon. Vizsgálhatta 1883-ban III. Béla király csontmaradványait, és a feljegyzései ma is alapdokumentumnak számítanak hasonló kutatásoknál. Ő azonosította II. Rákóczi Ferenc, Thököly Imre és több más bujdosó kihantolt tetemét. 1908-ban ő azonosította be az ún. halasi csata (1703. október 5.) következtében létesült Kuruchalomban (Kiskunhalas) nyugvó magyar katonák tetemét.
1892. május 5-én a Magyar Tudományos Akadémia levelező tagjának választotta, több külföldi tudományos társaságnak rendes, illetve levelező tagja lett. 1898-ban megkapta a III. osztályú Vaskorona-rendet. Életműve nem teljesedhetett ki, az intézet részére csak néhány helyiséget biztosítottak, a gyűjteményt csak részben tudta megvalósítani, az általa alapított folyóirat, az Anthropológiai Füzetek csak egy évfolyamot élt meg, a tudományos társaság gyakorlatilag nem alakult meg. Munkásságát külföldön is elismerték, igazi elméleti szakemberré vált a kraniometria területén. Két tanítványa, Jankó János (1868–1902) és Pápai Károly (1861–1893) folytatta a magyarság vizsgálatát és a magyar őstörténet kutatását.

## Művei
1. Az izomidegek végződése. Pest, 1866
2. Dr. Wundt élettanának kézikönyve. ford. uo, 1868–69. két kötet
3. Az emlékezőtehetség mint a szervezett anyag működése. Hering tanár után. uo, 1871
4. Der feinere Bau des Knorpels in der Achillessehne des Frosches. Würzburg, 1872. (Kül. ny. a Verhandlunger der phys.-med. Gesellschaft N. F. V. kötetéből)
5. Ueber den Bau der Nervenfaser. uo, 1872 (Kül. ny. ugyanazon munkából)
6. Dolgozatok a m. kir. tudom.-egyetem élet-szövettani intézetéből. I. Az állati szervezetnek élő alakegységei. Tanulmány az állati sejtelmélet felett. Kolozsvár, 1876
7. Az életerő és az orvostan mai iránya. uo, 1880 (Ennek függeléke: A kozmologiai problémának mint a tapasztalati természetbúvárlat utolsó kérdésének fejtegetése, vonatkozással a szerves világ erőnyilvánulásainak alaptörvényeire)
8. Dr. Topinard Pál: Az Anthropologia kézikönyve. Ford. Bpest, 1881 (Pethő Gyulával)
9. Sur le crâne d'un jeune gorille du Musée Broca. Párizs, 1881 (Kül. ny. a Bulletin de la Société d'Anthopologie-ból)
10. A betegségek uralma a föld népe közt. Bpest. 1884 (Kül. ny. a Természettud. Közlönyből)
11. Darwin: Az ember származása és az ivari kiválás. ford. uo, 1884. Két kötet (Entz Gézával)
12. Ueber ein Universal-Kraniometer. Zur Reform der Kraniometrischen Methodik. Lipcse, 1888
13. Az ájnók. Egy ősi emberfajtáról Ázsia keleti szélén. Anthropologiai tanulmány. uo, 1889 (Kül. ny. a Bud. Szemléből)
14. Grundzüge einer system. kraniometrie… Stuttgart, 1890
15. Ueber eine neue Methode den Sattelwinkel zu messen. Lipcse, 1890 (Kül. ny. az Internat. Monatschrift für Anatomie und Physiologie VII. kötetéből)
16. Egy Jézó szigetbeli ájno koponyáról… Bpest, 1892 (Kül. ny. gr. Széchenyi Béla: Keletázsiai utazások tudományos eredményei czímű munkából)
17. Jelentés III. Béla király és neje test-ereklyéiről. uo. 1893 (Értekezések a természettudományok köréből XXIII. 4.)
18. Adatok az emberszabásu lények koponya-alakulásához. uo, 1894 (Értek. a term. tud. kör. XXIII. 10.)
19. Adatok az Árpádok testereklyéinek embertani búvárlatához. uo, 1894 (Értek. a term. tud. kör. XXIII. 9.)
20. Esdő szó a magyar nemzethez. A honalapító királyok emlékei iránt való kegyelet ügyében III. Béla király halálának 701. évfordulója alkalmából. uo, 1897
21. Emlékirat egy a Szent-Gellért-hegyen építendő országos Pantheon tárgyában. uo, 1897 (Benyujtotta a képviselőháznak az Országos Nemzeti Szövetség)
22. A Lombroso-féle bűnügyi embertan alapeszméjéről. uo, 1906